# بونینال
بونینال (به پرتغالی: Boninal) یک منطقهٔ مسکونی در برزیل است که در باهیا واقع شده‌است. بونینال ۱۴٬۴۴۶ نفر جمعیت دارد.